# アレッサンドロ・ローザ・ヴィエイラ
ファルカンことアレッサンドロ・ローザ・ヴィエイラ（Alessandro Rosa Vieira、1977年6月8日 - ）ブラジル・サンパウロ出身のフットサルおよびサッカー選手。

## 経歴
1992年にコリンチャンスで選手としてのキャリアを始め、その大きな才能は彼をフットサルブラジル男子代表の地位へと導いた。
2004年にはFIFAの最優秀フットサル選手に選ばれた。
2005年、コパ・リベルタドーレスのために短期間サンパウロFCに所属、その後フットサルに戻り、2005年のリーガフットサル（ブラジルのフットサルチャンピオンシップ）に優勝したジャラグア・ド・スルのクラブ「マウウィー・ジャラグア」の象徴となった。

## プレースタイル
派手で力強いドリブルテクニックと、パワフルで正確な左足で知られる。足を複雑に交差させ、連続技としても使える自らの名前がついた通称『 ファルカンフェイント 』は、サッカー界でも高等テクニックとして知られている。

## 所属クラブ
- SCコリンチャンス・パウリスタ（1992 - 1996）
- GMChevrolet（1997 - 1998）
- アトレチコ・ミネイロ（1999）
- リオデジャネイロ（1999）
- サンパウロFC（2000）
- バネスパ（2000 - 2002）
- マウウィー・ジャラグア（2003-2005）
- サンパウロFC（2005）
- マウウィー・ジャラグア（現在）

## 獲得タイトル

### クラブ
- サウスアメリカン・チャンピオンシップ：2001、2004、2005、2006、2007、2008、2009、2015
- インターコンチネンタルカップ：2016
- リーガ・フットサル：1999、2005、2007、2008、2010、2011、2012、2013、2014
- ブラジリアン・クラブ・カップ：1998、2003、2004
- サンパウロ市カップ：1995、1998、2002
- パウリスタ・チャンピオンシップ：1995、1997、2000、2001
- ミネイロ・チャンピオンシップ：1999
- Catarinense Championship：2003
- メトロポリタン・チャンピオンシップ：1997、1998、1999、2000、2001
- トッパー・サンパウロ・カップ：1997、2001
- サッカー：サンパウロFCで、パウリスタ・チャンピオンシップとコパ・リベルタドーレスに優勝。

### 代表
- フットサル・ムンディアリート：2001
- ネーションズカップ：2001
- RJインターナショナル・カップ：1998
- アメリカン・カップ：1998、1999
- サウスアメリカン・チャンピオンシップ：1998、1999、2000、2008、2011
- ラテン・カップ：2003
- タイガーズ5：1999
- エジプト・トーナメント：2002
- タイ・トーナメント：2003
- パン・アメリカン・ゲームズ：2007
- フットサル・グランプリ：2005、2006、2007
- KLワールド5：2008
- ワールドカップ：2008、2012

### 個人タイトル
- リーガ・フットサル 得点王：2005、2008、2009、2010、2011、2014
- リーガ・フットサル 最優秀選手：2005
- ワールドカップ 得点王：2004
- ワールドカップ 最優秀選手：2004、2008